# Галикано нел Лацио
Галикано нел Лацио (итал. Gallicano nel Lazio) је насеље у Италији у округу Рим, региону Лацио.
Према процени из 2011. у насељу је живело 3776 становника. Насеље се налази на надморској висини од 304 м.

## Становништво
| 1936. | 1951. | 1961. | 1971. | 1981. | 1991. | 2001. | 2011. |
| ----- | ----- | ----- | ----- | ----- | ----- | ----- | ----- |
| 1.817 | 2.134 | 2.206 | 2.351 | 2.920 | 3.528 | 4.578 | 5.749 |